# VR-Bank Landsberg-Ammersee
Die VR-Bank Landsberg-Ammersee eG ist eine deutsche Genossenschaftsbank mit Sitz in der bayerischen Kreisstadt Landsberg am Lech im Landkreis Landsberg am Lech.

## Geschichte
Das älteste Vorgängerinstitut wurde am 18. September 1886 gegründet. Die heutige VR-Bank Landsberg-Ammersee besteht im Wesentlichen aus folgenden, ursprünglich eigenständigen Genossenschaftsbanken:
- Gewerbe-Genossenschaftskassa der Innung Dießen mit dem Sitz in Dießen am Ammersee und Umgebung eGmuH (gegr. 18. Dezember 1906)
- Spar- und Darlehenskassenverein Eching mit dem Sitz in Eching am Ammersee eGmuH (gegr. 24. Juni 1912)
- Raiffeisenkasse Epfenhauen-Untermühlhausen eGmuH mit dem Sitz in Epfenhausen (gegr. 1889)
- Darlehenskassenverein Eresing mit dem Sitz in Eresing eGmuH (gegr. 19. September 1886)
- Consum- und Darlehenskassenverein Erpfting eGmuH mit dem Sitz in Erpfting (gegr. 12. Oktober 1890)
- Spar- und Darlehenskassenverein Oberfinning eGmuH mit dem Sitz in Oberfinning (gegr. 23. November 1898)
- Darlehenskassenverein Unterfinning eGmuH Unterfinning (gegr. 13. November 1907)
- Spar- und Darlehenskassenverein Greifenberg eGmuH mit dem Sitz in Greifenberg (gegr. 1. Februar 1891)
- Darlehenskassenverein Hofstetten eGmuH mit dem Sitz in Hofstetten eGmuH (gegr. 4. Februar 1894)
- Kauferinger Darlehenskassenverein eGmuH mit dem Sitz in Kaufering (gegr. 26. Februar 1889)
- Penzinger Darlehenskassenverein eGmuH mit dem Sitz in Penzing (gegr. 3. März 1889)
- Oberschondorfer Darlehenskassenverein eGmuH mit dem Sitz in Oberschondorf (gegr. 26. Dezember 1890)
- Spar- und Darlehenskassenverein Schwabhausen eGmuH mit dem Sitz in Schwabhausen bei Landsberg (gegr. 17. Januar 1907)
- Spar- und Darlehenskassenverein Utting eGmuH mit dem Sitz in  Utting am Ammersee (gegr. 9. Februar 1924)
- Unterwindacher Darlehenskassenverein eGmuH mit dem Sitz in Unterwindach (gegr. 10. Oktober 1886)
- Raiffeisenkasse Weil eGmbH mit dem Sitz in Weil (gegr. 3. Januar 1904)

Diese fusionierten in den Jahren nach ihrer Gründung wie folgt:
- 1912 – Fusion des Darlehnskassenverein Eresing eGmuH mit der Pfarrfiliale Pflaumdorf eGmuH mit dem Sitz in Pflaumdorf
- 1937 – Fusion des Bankhauses Anton Unterhauser Nachf. Otto Härte mit Sitz in Dießen am Ammersee mit der Gewerbe- und Genossenschaftskassa der Innung Diessen und Umgebung eGmuH
- 1939 – Fusion der Gewerbe- und Genossenschaftskassa der Innung Diessen und Umgebung eGmuH	mit der Spar- und Darlehnskasse Sankt Georgen eGmuH	mit dem Sitz in St. Georgen zur Volksbank Diessen eGmbH
- 1963 – Fusion der Raiffeisenkasse Entraching eGmbH mit dem Sitz in Entraching mit der Raiffeisenkasse Utting eGmbH zur Raiffeisenkasse Utting-Finning eGmbH mit dem Sitz in Utting am Ammersee
- 1965 – Fusion der Raiffeisenkasse Schöffelding eGmbH mit dem Sitz in Schöffelding mit der Spar- und Darlehnskasse Unterwindach eGmbH zur Raiffeisenbank Windach/Ammersee eGmbH mit dem Sitz in Windach
- 1965 – Fusion der Spar- und Darlehnskasse Eresing eGmbH mit der Spar- und Darlehnskasse Schwabhausen bei Landsberg eGmbH zur Raiffeisenkasse Eresing eGmbH (der späteren Raiffeisenbank Eresing eG)
- 1965 – Fusion der Raiffeisenkasse Geretshausen eGmbH mit dem Sitz in Geretshausen	mit der Raiffeisenkasse Petzenhausen eGmbH mit dem Sitz in Petzenhausen und der Raiffeisenkasse Weil eGmbH zur Raiffeisenkasse Weil und Umgebung eGmbH mit dem Sitz in Weil
- 1966 – Fusion der Spar- und Darlehnskasse Unterfinning eGmbH mit der Raiffeisenkasse Utting-Finning eGmbH
- 1967 – Fusion der Spar- und Darlehnskasse Kaufering eGmbH	mit der Raiffeisenkasse Erpfting eGmbH, der Raiffeisenkasse Pitzling eGmbH mit dem Sitz in Pitzling, der Raiffeisenkasse Epfenhausen-Untermühlhausen eGmbH, der Raiffeisenkasse Penzing eGmbH, der Spar- und Darlehnskasse Oberbergen-Ramsach eGmbH mit dem Sitz in Oberbergen und der Raiffeisengenossenschaft Schwifting-Reisch eGmbH mit dem Sitz in Schwifting zur Raiffeisenbank Kaufering-Landsberg eGmbH	mit dem Sitz in Kaufering
- 1967 – Fusion der Spar- und Darlehnskasse Oberfinning eGmbH mit der Raiffeisenkasse Utting-Finning eGmbH
- 1967 – Fusion der Raiffeisenkasse Eching am Ammersee eGmbH mit der Raiffeisenkasse Greifenberg eGmbH und der Raiffeisenkasse Schondorf eGmbH mit dem Sitz in Schondorf am Ammersee zur Raiffeisenbank Ammersee-West eGmbH mit dem Sitz in Schondorf am Ammersee
- 1970 – Fusion der Spar- und Darlehnskasse Hofstetten eGmbH mit der Raiffeisenbank Kaufering-Landsberg eGmbH zur Raiffeisenbank Kaufering-Landsberg eGmbH (der späteren Raiffeisenbank Kaufering-Landsberg eG) mit dem Sitz in Kaufering
- 1976 – Fusion der Raiffeisenkasse Beuerbach eG mit dem Sitz in Beuerbach mit der Raiffeisenkasse Weil und Umgebung eG	zur Raiffeisenbank Weil und Umgebung eG
- 1981 – Fusion der Raiffeisenbank Ammersee/West eG	mit der Raiffeisenbank Utting-Finning eG und der Raiffeisenbank Windach/Ammersee eG
- 1992 – Fusion der Volksbank Diessen eG. mit der Raiffeisenbank Ammersee/West eG zur Ammersee Bank eG Volks- und Raiffeisenbank mit dem Sitz in Schondorf am Ammersee
- 2000 – Fusion der Raiffeisenbank Eresing eG mit der Ammersee Bank eG Volks- und Raiffeisenbank

Nach diesen Fusionen in den Vorjahren verschmolz 2002 die bis dahin eigenständige Raiffeisenbank Kaufering-Landsberg eG mit der Ammersee Bank eG Volks- und Raiffeisenbank zur Landsberg-Ammersee Bank eG Volks- und Raiffeisenbank.
Der Name der Genossenschaft lautete dann so bis zum 24. Juni 2011, als mit Beschluss der Vertreterversammlung das Kreditinstitut in die jetzige VR-Bank Landsberg-Ammersee eG umfirmierte.
Im Jahr 2015 verschmolz die Raiffeisenbank Weil und Umgebung eG mit dem Sitz in Weil mit der VR-Bank Landsberg-Ammersee eG.

## Rechtsverhältnisse
Die VR-Bank Landsberg-Ammersee eG ist im Genossenschaftsregister beim Amtsgericht Augsburg unter GnR 601 eingetragen.

## Organisationsstruktur
Rechtsgrundlagen sind das Genossenschaftsgesetz und die durch die Vertreterversammlung beschlossene Satzung. Organe der Bank sind der Vorstand, der Aufsichtsrat und die Vertreterversammlung.

## Sicherungseinrichtung
Die VR-Bank Landsberg-Ammersee eG ist der amtlich anerkannten Sicherungseinrichtung des Bundesverbandes der Deutschen Volksbanken und Raiffeisenbanken GmbH und der zusätzlichen freiwilligen Sicherungseinrichtung des Bundesverbandes der Deutschen Volksbanken und Raiffeisenbanken e.V. angeschlossen.
Ebenfalls ist sie als genossenschaftliches Kreditinstitut dem Genossenschaftsverband Bayern e.V. (GVB) angeschlossen; damit verbunden ist auch die Zugehörigkeit zur genossenschaftlichen Finanzgruppe Volksbanken Raiffeisenbanken.

## Geschäftsausrichtung
Die VR-Bank Landsberg-Ammersee eG betreibt das Universalbankgeschäft. Im Verbundgeschäft arbeitet sie mit der DZ Bank, R+V Versicherung, Bausparkasse Schwäbisch Hall, VR Smart Finanz, Münchener Hypothekenbank, Teambank, DZ Hyp, Allianz SE und der Union Investment zusammen.
Sie ist die größte Genossenschaftsbank im Landkreis Landsberg am Lech.

## Gesellschaftliches Engagement
Laut § 1 der Satzung der VR-Bank Landsberg-Ammersee eG ist deren Hauptaufgabe, die Förderung der Mitglieder. Damit verbunden ist die Förderung der Region in den Bereichen Sport, Kultur, Bildung und Soziales. Daneben verleiht die VR-Bank Landsberg-Ammersee eG jährlich den VR-Sozialpreis in Zusammenarbeit mit dem Landkreis Landsberg.

## Dachmarke
Der Name VR-Bank Landsberg-Ammersee eG ist als Dachmarke angelegt. Darunter sind verschiedene sogenannte Kompetenzzentren als Submarken vorhanden:
- VR-ImmoZentrum
- VR-FirmenkundenZentrum
- VR-VersicherungsZentrum
- VR-Direkt.net
- VR-BürgerEnergie Landsberg eG

2014 entstand in der Altstadt von Landsberg am bestehenden Firmensitz das neue VR-Kompetenz- und Kommunikationszentrum, das neben den Bankräumen auch Ausstellungsflächen für bankfremde Aussteller und einen Gastronomiebetrieb enthält.

### Sonderstellung der Submarken VR-BürgerEnergie Landsberg eG und VR-Direkt.net
Eine Sonderstellung unter den Submarken nehmen VR-Direkt.net und VR-BürgerEnergie Landsberg eG ein. Die VR-BürgerEnergie Landsberg eG ist eine von der VR-Bank Landsberg-Ammersee eG initiierte eigenständige Genossenschaft. Laut Satzung muss der Gesamtvorstand hauptberuflich entweder im Vorstand oder als Mitarbeiter der VR-Bank Landsberg-Ammersee eG tätig sein.
Bei der VR-Direkt.net handelt es sich um eine regional tätige Direktbank. Wie bei anderen Direktbanken übernimmt hier der Kunde einen Großteil der Verwaltungsarbeiten, so dass eine andere Konditionsgestaltung als bei einer Filialbank möglich ist. Die Zinssätze für die Endkunden liegen damit in den Bereichen, die Kunden auch bei anderen Direktbanken erzielen können. Die Anlage von Konten bei der VR-Direkt.net ist ausschließlich über die Internetseite www.vr-direkt.net möglich. Der Zugriff auf bestehende Konten kann sowohl über die Internetseite www.vr-direkt.net als auch über die allgemeine Homepage der Bank www.vr-ll.de erfolgen.

## Geschäftsgebiet
Das Geschäftsgebiet liegt im Westen und im Zentrum des Landkreises Landsberg am Lech.
An diesen Orten betreibt die Bank Filialen:
- Landsberg am Lech (Hauptstelle, jur. Sitz + 2 Geschäftsstellen + 1 SB-Geschäftsstelle)
- Dießen am Ammersee (2 Geschäftsstellen + 1 SB-Geschäftsstelle)
- Kaufering (2 Geschäftsstellen + 1 SB-Geschäftsstelle)
- Penzing (Geschäftsstelle)
- Eching (Geschäftsstelle)
- Eresing (Geschäftsstelle)
- Erpfting (Geschäftsstelle)
- Finning (Geschäftsstelle)
- Greifenberg (Geschäftsstelle)
- Hofstetten (Geschäftsstelle)
- Pflugdorf-Stadl (Geschäftsstelle)
- Schondorf am Ammersee (Geschäftsstelle)
- Schwabhausen bei Landsberg (Geschäftsstelle)
- Utting am Ammersee (Geschäftsstelle)
- Windach (Geschäftsstelle)
- Weil (Geschäftsstelle)
- Schwifting (SB-Geschäftsstelle)